# Quibou
Quibou és un municipi francès situat al departament de la Manche i a la regió de Normandia. L'any 2007 tenia 856 habitants.

## Demografia

### Població
El 2007 la població de fet de Quibou era de 856 persones. Hi havia 333 famílies de les quals 80 eren unipersonals (42 homes vivint sols i 38 dones vivint soles), 113 parelles sense fills, 121 parelles amb fills i 19 famílies monoparentals amb fills.
La població ha evolucionat segons el següent gràfic:
Habitants censats

### Habitatges
El 2007 hi havia 397 habitatges, 340 eren l'habitatge principal de la família, 33 eren segones residències i 24 estaven desocupats. 388 eren cases i 6 eren apartaments. Dels 340 habitatges principals, 266 estaven ocupats pels seus propietaris, 70 estaven llogats i ocupats pels llogaters i 4 estaven cedits a títol gratuït; 10 tenien dues cambres, 36 en tenien tres, 80 en tenien quatre i 213 en tenien cinc o més. 242 habitatges disposaven pel capbaix d'una plaça de pàrquing. A 138 habitatges hi havia un automòbil i a 173 n'hi havia dos o més.

### Piràmide de població
La piràmide de població per edats i sexe el 2009 era:
| Homes | Edats   | Dones |
| ----- | ------- | ----- |
| 0     | 95 o +  | 0     |
| 0     | 90 a 94 | 4     |
| 4     | 85 a 89 | 32    |
| 4     | 80 a 84 | 0     |
| 12    | 75 a 79 | 20    |
| 8     | 70 a 74 | 28    |
| 20    | 65 a 69 | 4     |
| 28    | 60 a 64 | 32    |
| 4     | 55 a 59 | 20    |
| 12    | 50 a 54 | 20    |
| 60    | 45 a 49 | 28    |
| 24    | 40 a 44 | 36    |
| 60    | 35 a 39 | 44    |
| 16    | 30 a 34 | 16    |
| 20    | 25 a 29 | 20    |
| 12    | 20 a 24 | 12    |
| 24    | 15 a 19 | 28    |
| 44    | 10 a 14 | 40    |
| 16    | 5 a 9   | 28    |
| 24    | 0 a 4   | 8     |

## Economia
El 2007 la població en edat de treballar era de 550 persones, 411 eren actives i 139 eren inactives. De les 411 persones actives 373 estaven ocupades (207 homes i 166 dones) i 38 estaven aturades (14 homes i 24 dones). De les 139 persones inactives 53 estaven jubilades, 46 estaven estudiant i 40 estaven classificades com a «altres inactius».

### Ingressos
El 2009 a Quibou hi havia 354 unitats fiscals que integraven 912,5 persones, la mediana anual d'ingressos fiscals per persona era de 16.751 €.

### Activitats econòmiques
Dels 28 establiments que hi havia el 2007, 1 era d'una empresa extractiva, 2 d'empreses alimentàries, 1 d'una empresa de fabricació d'altres productes industrials, 7 d'empreses de construcció, 5 d'empreses de comerç i reparació d'automòbils, 1 d'una empresa de transport, 2 d'empreses d'hostatgeria i restauració, 1 d'una empresa d'informació i comunicació, 1 d'una empresa financera, 1 d'una empresa immobiliària, 4 d'empreses de serveis, 1 d'una entitat de l'administració pública i 1 d'una empresa classificada com a «altres activitats de serveis».
Dels 5 establiments de servei als particulars que hi havia el 2009, 2 eren fusteries i 3 lampisteries.
Dels 3 establiments comercials que hi havia el 2009, 1 era una botiga de més de 120 m², 1 una botiga de menys de 120 m² i 1 una fleca.
L'any 2000 a Quibou hi havia 51 explotacions agrícoles que ocupaven un total de 1.050 hectàrees.

## Equipaments sanitaris i escolars
El 2009 hi havia una escola elemental integrada dins d'un grup escolar amb les comunes properes formant una escola dispersa.

## Poblacions més properes
El següent diagrama mostra les poblacions més properes.